# Gigantism
Gigantism eller jätteväxt är ett sällsynt tillstånd under barn- och tonåren som orsakas av onormalt stor produktion av tillväxthormon (GH, growth hormone) i hypofysens framlob. Om tillståndet sker efter barn/tonåren (efter att den normala bentillväxten slutat) kallas det för akromegali.
Personer med tillståndet har länge varit delaktiga eller utnyttjats i bland annat marknader, nöjesfält och cirkusar - som en slags sevärdhet.

## Symptom
Några symptom kan vara:
- Ökad längd, förstorade muskler och organ (även inre organ).[1][3]
- Försenad pubertet.[1]
- Mellanrum mellan tänderna.[1]
- Huvudvärk.[1]
- Ökad svettproduktion.[1]
- Oregelbunden menstruation.[1]
- Sömnbesvär.[1]
- Röstförändringar.[1]

## Orsak
Den vanligaste orsaken till den ökade produktionen av tillväxthormon är en tumör på hypofysen. En sådan tumör orsakas dock inte av cancer. Övriga orsaker till den ökade produktionen av tillväxthormon kan vara diverse genetiska sjukdomar, såsom Carneys syndrom, McCune-Albrights syndrom, multipel endokrin neoplasi typ 1 eller neurofibromatos.

## Behandling
Tillståndet kan behandlas genom operation om tillståndet orsakas av en tumör - då kan tumören avlägsnas. I andra fall kan medicinering för att hämma tillväxthormonproduktionen användas. Strålning kan även användas för att minska en eventuell tumörs storlek. Behandlingen är oftast effektiv, men operation kan få komplikationer. Operationen kan göra att andra hormoner får en hämmad produktion, vilket kan leda till exempelvis hypotyreos, hypogonadism, diabetes insipidus eller binjureinsufficiens.